# Fightcade
Fightcade é um software cliente usado para permitir o jogo multiplayer em rede de vários sistemas de fliperama e consoles domésticos por meio de emulação. O Fightcade utiliza o middleware GGPO de rede para mitigar os efeitos da latência da rede na jogabilidade e funciona como um sucessor do agora extinto cliente de matchmaking do GGPO.

## História
O GGPO, middleware de rede que o Fightcade usa para facilitar o jogo online, foi criado por Tony Cannon em resposta ao netcode mal recebido do relançamento de Street Fighter II: Hyper Fighting para Xbox 360 em 2006. O GGPO foi originalmente fornecido com um cliente que permitia aos usuários jogar jogos multijogador em rede por meio de um emulador integrado. O cliente GGPO suportava uma ampla variedade de jogos de arcade populares, como Street Fighter II, The King of Fighters e Metal Slug.
Pau "Pof" Oliva, um dos maiores contribuidores do Fightcade, observou que o cliente GGPO frequentemente sofria de serviço intermitente, às vezes ficando offline por vários dias seguidos. Expressando preocupação com o futuro do GGPO, Oliva começou a trabalhar no Fightcade durante uma prolongada interrupção do serviço GGPO. Oliva originalmente pretendia usar o cliente Fightcade apenas entre amigos, mas a recepção positiva dos testadores beta o encorajou a liberar publicamente o cliente.
O Fightcade foi lançado em beta no final de 2014, durante um período em que outros clientes de netplay contemporâneos foram notados em grande parte sem o suporte de seus criadores, sofrendo de interrupções prolongadas ou dificuldades financeiras. Após a descontinuação do cliente GGPO, o Fightcade agora funciona como o sucessor do GGPO.
Uma parte significativa das funcionalidades do Fightcade foi desenvolvida por meio de engenharia reversa do cliente da GGPO. Novos recursos exclusivos do Fightcade também foram implementados, como hole punching, que dispensa a necessidade de redirecionar a porta ao se conectar a outros usuários, e replays, que permitem aos usuários assistir novamente às partidas do jogo posteriormente.
Em outubro de 2017, o Fightcade 2.0 foi lançado por meio de um beta público limitado. Os recursos adicionados ao 2.0 incluem uma GUI revisada e uma versão atualizada do emulador integrado, que permite ao Fightcade oferecer suporte a uma gama mais ampla de hardware de arcade e console.

## Projeto
Fightcade contém um emulador embutido, "FinalBurn Alpha", que utiliza para rodar jogos compatíveis. O GGPO é utilizado para jogos multijogador online, proporcionando ao Fightcade as mesmas técnicas de mitigação de atraso de "reversão" presentes no cliente original do GGPO.
O software cliente suporta uma grande variedade de hardware de arcade, incluindo muitas placas Capcom (CPS-1, CPS-2, CPS-3) e SNK Neo Geo. Com a versão beta do Fightcade 2.0, o Fightcade oferece suporte preliminar para Sega Genesis e TurboGrafx-16.